# McDonnell Douglas AV-8B Harrier II
McDonnell Douglas (nyní Boeing) AV-8B Harrier II je jednomotorový bitevní letoun, který představuje druhou generaci letounů Harrier. Je schopen svislého vzletu a přistání nebo vzletu na krátké dráze (V/STOL). Byl navržen koncem 70. let 20. století jako výsledek anglo-amerického vývoje britského letounu Hawker Siddeley Harrier, což byl první operačně způsobilý V/STOL letoun. Byl pojmenován podle dravce motáka pochopa (anglicky: marsh harrier) a je v prvé řadě určen k provádění lehkých útoků nebo k víceúčelovým misím, zahrnujícím blízkou leteckou podporu pozemních jednotek i ozbrojený průzkum. Letouny AV-8B používá námořní pěchota Spojených států amerických (dále jen USMC), španělské námořnictvo a italské námořnictvo. Byla vyvinuta i verze British Aerospace Harrier II pro britské královské letectvo, a verze TAV-8B, což je dvojmístná cvičná verze.
Projekt, který nakonec vedl k letounu AV-8B, byl zahájen začátkem 70. let 20. století jako společné úsilí Spojených států a Velké Británie, zaměřené na řešení provozních nedostatků první generace letounů Harrier. Nejdříve se soustředil na podstatné přepracování motoru Rolls-Royce Pegasus, což dramaticky zlepšilo schopnosti letounů Harrier. Kvůli rozpočtovým škrtům Velká Británie od projektu v roce 1975 odstoupila.
Po odstoupení Britů společnost McDonnell Douglas rozsáhle přepracovala dřívější letoun AV-8A Harrier na verzi AV-8B. Při zachování celkového uspořádání svého předchůdce měl letoun zcela nové křídlo, vyvýšený kokpit, přepracovaný trup, o jeden závěs pro výzbroj pod každým křídlem více i další strukturální a aerodynamická vylepšení. Letoun poháněla vylepšená verze motoru Pegasus, který dával letounu jeho V/STOL schopnosti. AV-8B vykonal svůj první let v listopadu 1981 a vstoupil do služby u USMC v lednu 1985. Pozdější vylepšení mu přidala schopnost působit i v noci (AV-8B(NA)) a radar (AV-8B Harrier II Plus). Bylo uvažováno i o zvětšené verzi s názvem Harrier III, ale k jejímu vývoji nedošlo. Spojené království se prostřednictvím společnosti British Aerospace znovu připojilo k projektu v roce 1981. Po fúzích společností v 90. letech 20. století nástupnické společnosti Boeing a BAE Systems program i nadále společně podporovaly. Během 22 let bylo vyrobeno více než 300 letounů. Program byl ukončen v roce 2003.
Letouny obvykle působí z malých letadlových lodí, vrtulníkových výsadkových lodí a z jednoduchých předsunutých základen. Zúčastnily se množství vojenských operací, kde dokázaly svou všestrannou použitelnost, včetně války v Iráku, která započala v roce 2003. Harriery II sloužily od roku 2001 i v Afghánistánu. Byly použity i během operace Odyssey Dawn v Libyi v roce 2011. Italské a španělské Harriery II se také zúčastnily několika konfliktů v rámci NATO. Během své služby měly letouny AV-8B poměrně značné množství nehod. Letouny USMC a italského námořnictva by měly být nahrazeny stroji Lockheed Martin F-35B Lightning II. Očekává se, že letouny by měly sloužit až do roku 2025.

## Vývoj

### Původ
Na konci 60. a na počátku 70. let 20. století vstoupila do služby u RAF a USMC první generace letounů Harrier. Hlavními nedostatky těchto letounů byl malý dolet a malá užitečná nosnost. Ve STOL konfiguraci dokázal letoun AV-8A (americké označení pro letoun Hawker Siddeley Harrier) nést méně než polovinu užitečné zátěže menšího letounu A-4 Skyhawk, a to navíc s menším operačním doletem. Aby byl tento problém vyřešen, zahájily společnosti Hawker Siddeley a McDonnell Douglas v roce 1973 společný vývoj vylepšené verze letounu Harrier. První snahy se soustředily na vylepšení motoru Rolls-Royce Pegasus s označením Pegasus 15, který byl testován společností Bristol Siddeley. Motor byl sice výkonnější, ale jeho průměr byl o 70 mm větší, takže nešel jednoduše namontovat do původního Harrieru.
V prosinci 1973 společný britsko-americký tým dokončil projektový návrh pokročilého Harrieru (Advanced Harrier) poháněného motorem Pegasus 15. Advanced Harrier měl nahradit původní Harriery RAF a USMC, stejně tak jako letouny A-4 USMC. Cílem projektu Advanced Harrier bylo zdvojnásobit užitečnou nosnost a dolet letounu AV-8, a proto byl neoficiálně nazýván AV-16. Britská vláda od projektu odstoupila v březnu 1975 kvůli krácení výdajů na obranu, růstu nákladů na vývoj a kvůli skutečnosti, že RAF požadovalo jen 60 strojů. Náklady na vývoj se odhadovaly na 180–200 miliónů liber (v roce 1974), což nebyly Spojené státy ochotné financovat samy, a proto projekt o rok později skončil.
Navzdory ukončení projektu pokračovaly obě společnosti různými cestami směrem k vývoji vylepšeného Harrieru. Společnost Hawker Siddeley se zaměřila na nové větší křídlo, které by mohlo být namontováno na stávající letouny, zatímco McDonnell Douglas nezávisle pokračoval na vývoji méně ambiciózního, ale stále drahého nástupce Harrierů, který by vyhovoval vojenským požadavkům Spojených států. Byly využity poznatky získané při vývoji letounu AV-16, i když z některých požadavků bylo odstoupeno.

### Projektování a testování
Vzhledem k tomu že USMC požadovalo podstatně vylepšený Herrier bez nutnosti vývoje nového motoru, schválilo v roce 1976 ministerstvo obrany Spojených států vývoj letounu Harrier II. Námořnictvo Spojených států (USN), které tradičně obstarávalo letouny pro USMC, trvalo na tom, že provede na letounu letové zkoušky. Společnost McDonnell Douglas upravila dva letouny AV-8A, které vybavila novými křídly, upravenými vstupy vzduchu, přepracovanými tryskami a dalšími aerodynamickými změnami. Upravenou přední část trupu a kokpit, který měly všechny další letouny druhé generace, však tyto prototypy ještě neměly. Prototypy dostaly označení YAV-8B. První z nich poprvé vzlétl 9. listopadu 1978. Letoun vykonal 3 vertikální vzlety a vznášel se 7 minut nad mezinárodním letištěm Lambert–St. Louis. Druhý prototyp jej následoval 19. února 1979, ale ten v listopadu téhož roku havaroval kvůli požáru motoru. Pilot se bezpečně katapultoval. Letové testy upravených letounů AV-8 pokračovaly celý rok 1979. Výsledky ukázaly, že aerodynamický odpor letounu je vyšší, než se čekalo, což bránilo dosažení maximální rychlosti letounu. Další úpravy aerodynamického profilu přinesly jen malé zlepšení. Pozitivní výsledky testů v ostatních oblastech, které zahrnovaly užitečnou nosnost, dolet a výkony při V/STOL manévrech, vedly k zadání zakázky na další vývoj v roce 1979. Smlouva zněla na 12 letounů, které následovalo dalších 324 strojů.

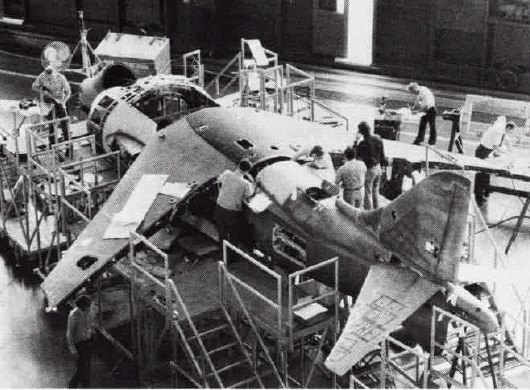
YAV-8B vznikl přestavbou z letounu AV-8A, a proto nedisponuje vyvýšeným kokpitem sériových letounů AV-8B

Mezi roky 1978 a 1980 se ministerstvo obrany Spojených států a námořnictvo Spojených států pokoušelo opakovaně ukončit program AV-8B. Důvodem byl konflikt mezi US Navy a USMC ohledně otázek rozpočtu. V té době si chtělo US Navy pořídit letouny A-18 pro útoky na pozemní cíle, a aby snížilo náklady, tlačilo na USMC, aby si pořídilo podobně navržený stíhací letoun F-18 místo letounů AV-8B, který by mohl plnit úlohu letounu pro blízkou leteckou podporu (oba návrhy byly nakonec sloučeny v jeden a vznikl tak víceúčelový letoun F/A-18 Hornet). Navzdory byrokratickým překážkám byl Harrier II zahrnut v roce 1981 do rozpočtu a pětiletého obranného plánu ministerstva obrany Spojených států. US Navy se odmítlo podílet na nákupu letounů, přičemž poukazovalo na omezený dolet a menší nosnost oproti konvenčním letounům.
V srpnu 1981 program obdržel nový impulz, když společnosti British Aerospace (BAe) a McDonnell Douglas podepsaly memorandum o porozumění, což znamenalo opakovaný vstup britské společnosti do programu. Britskou vládu zlákaly nižší náklady na pořízení Harrierů vzhledem k velké výrobní sérii a také to, že většinu nákladů na vývoj nesly Spojené státy. Podle dohody byla společnost BAe v pozici hlavního subdodavatele místo v pozici rovnocenného partnera, kterým by byla, kdyby předtím program neopustila. Nakonec se společnost podílela, měřeno hodinami odpracované práce, na výrobě trupů ze 40 %. Výroba letounů probíhala v závodech společnosti McDonnell Douglas na předměstí St. Louis v Missouri. BAe vyráběla součásti letounů ve výrobních závodech v Kingstonu a Dunsfoldu v Surrey v Anglii. Mezitím 75 % práce na motorech prováděla společnost Rolls-Royce, která předtím pohltila společnost Bristol Siddeley, zbývajících 25 % prováděla společnost Pratt & Whitney. Obě společnosti plánovaly vyrobit 400 letounů Harrier II, USMC plánovala nákup 336 letounů a RAF 60 letounů.
Byly postaveny i čtyři vývojové letouny v plném měřítku. První z nich (BuNo 161396) byl používán hlavně pro zkoušení výkonu a ovládání a vykonal svůj první let 5. listopadu 1981. Druhý a třetí vývojový letoun, které již měly rozšířenou náběžnou hranu křídla u kořene křídel a upravené vstupy vzduchu do motoru, poprvé vzlétly v dubnu následujícího roku a čtvrtý je následoval v lednu 1984. První sériový letoun AV-8B byl dodán jednotce Marine Attack Training Squadron 203 (VMAT-203) na letecké základně námořní pěchoty Cherry Point 12. prosince 1983 a oficiálně byl předán o měsíc později. Poslední z první série 12 letounů byl dodán v lednu 1985 letce Marine Attack Squadron 331 (VMA-331). Letouny používaly motory F402-RR-404A s tahem 95,4 kN. Od roku 1990 letouny dostaly vylepšené motory.

### Vylepšení
Během prvního kurzu pro přeškolení pilotů začalo být zjevné, že letové charakteristiky letounů AV-8B se liší od letounů AV-8A. Tyto odlišnosti, stejně tak jako digitální kokpit, který se podstatně lišil od analogových přístrojů v kokpitech cvičných letounů TAV-8A, si vyžadovaly další výcvik pilotů. V roce 1984 byly proto prostředky na nákup osmi letounů AV-8B použity na vývoj dvojmístné cvičné verze TAV-8B. První z 28 letounů TAV-8B poprvé vzlétl 21. října 1986. Tento letoun byl přidělen k letce VMAT-203 24. července 1987. Letouny TAV-8B byly objednány i pro Itálii a Španělsko.
Jelikož o letoun jevila zájem Brazílie, Japonsko a Itálie, měla společnost McDonnell Douglas důvod pokračovat v dalším vývoji letounu Harrier II. Začala proto v roce 1985 pracovat na verzi pro noční útoky. K letounu byly přidány infračervené senzory a další vybavení v kokpitu. A tak 87. vyrobený jednomístný Harrier II upravený pro noční útoky opustil výrobní linku společnosti McDonnell Douglas v červnu 1987. Letové zkoušky byly úspěšné a schopnost útočit v noci byla potvrzena. Letoun dostal označení AV-8B(NA). První ze 66 takto vyrobených letounů byl dodán USMC v září 1989. Ekvivalentní verzí letounu AV-8B(NA), která sloužila u RAF, byla verze GR.7. Letouny předchozí verze GR.5 byly následně upraveny na standard GR.7.
V červnu 1987 podepsaly společnosti BAe, McDonnell Douglas a Smiths Industries dohodu o soukromém financování vývoje verze s názvem AV-8B Plus, která nesla radar a mohla nést další střely. Dohoda byla schválena i ze strany USMC a po dlouhém uvažování se i španělské a italské námořnictvo připojilo ke společnému požadavku na Harriery schopné bránit flotilu před nepřátelskými letouny. Spojené státy, Španělsko a Itálie podepsaly dohodu v září 1990, aby stanovily požadavky všech třech zemí a založily „Joint Program Office“, pro koordinaci celého projektu. 30. listopadu 1990 námořnictvo Spojených států, které jednalo jako zástupce všech tří zúčastněných zemí, pověřilo společnost McDonnell Douglas vývojem vylepšeného Harrieru. Po pověření následovala v prosinci 1990 objednávka ze strany USMC na výrobu 30 nových letounů a přestavbu 72 stávajících letounů. Itálie objednala 16 Harrierů II Plus a 2 dvojmístné TAV-8B, zatímco Španělsko podepsalo kontrakt na 8 letounů. Montáž letounů AV-8B Harrier II Plus byla prováděna mimo výrobní závody společnosti McDonnell Douglas, a to i ve společnostech CASA v Seville a Alenia Aeronautica v Turíně. Také Spojené království se podílelo na programu dodávkami příslušných komponentů.

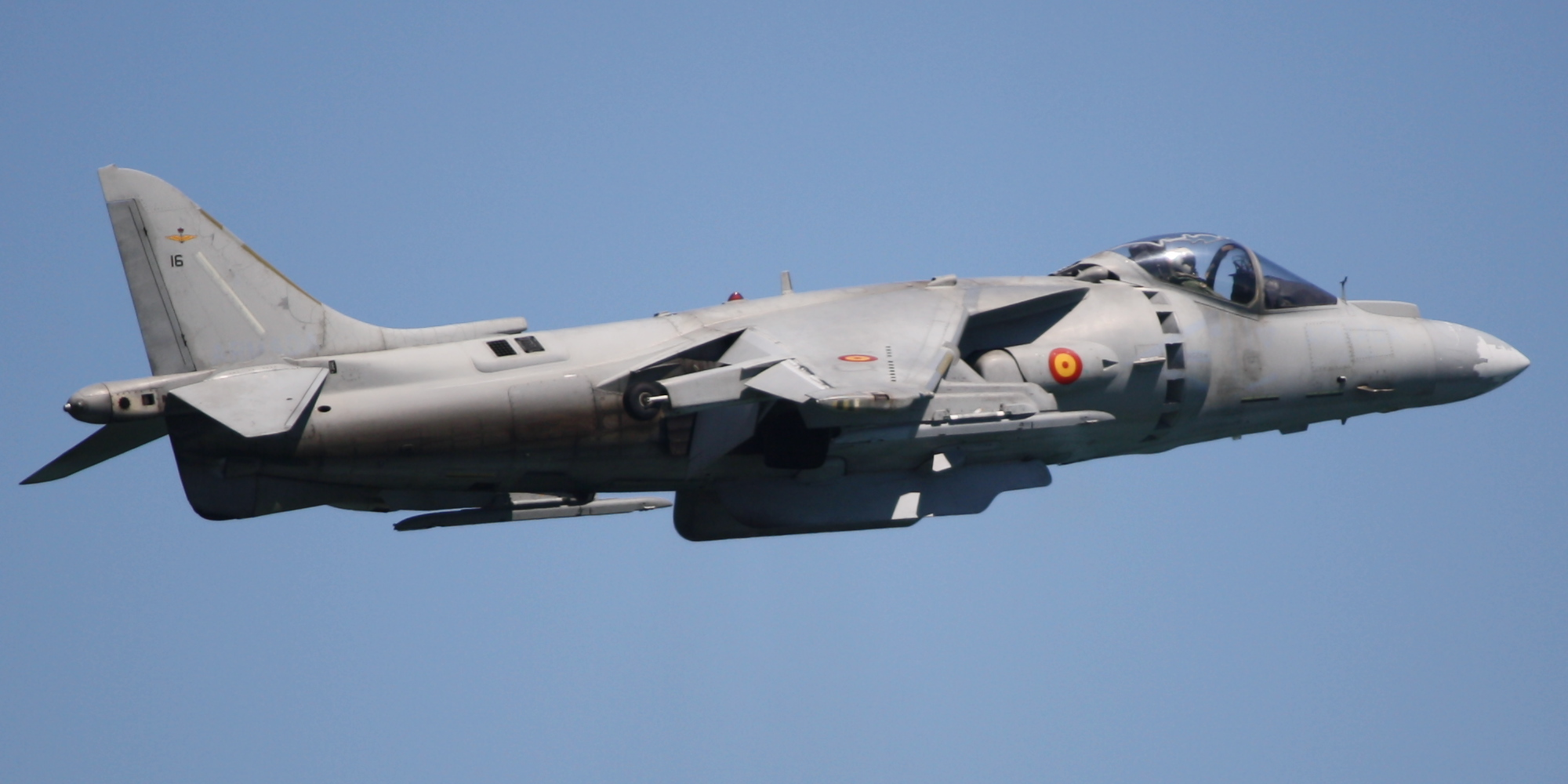
AV-8B Plus španělského námořního letectva za letu. Pod krytem na přídi letounu má namontován dopplerovský pulzní radar Hughes APG-65.

Výroba byla schválena 3. června 1992. Svůj první let vykonal prototyp (BuNo 164129) 22. září 1992, což byl i začátek úspěšného programu letových zkoušek. První sériový letoun poprvé vzletěl 17. března 1993. Dodávky nových letounů probíhaly od dubna 1993 do roku 1995. V téže době byl schválen plán přestavby existujících letounů AV-8B na verzi AV 8B Plus, a to 11. března 1994. Počítal s počátečním množstvím 70 letounů a s tím, že čtyři letouny by byly přestavěny ještě ve finančním roce 1994. Program byl zaměřen na využití náhradních a repasovaných součástek k přestavbě letounů místo výroby nových, což snižovalo náklady. Přestavby byly zahájeny v dubnu 1994 a první letoun byl dodán USMC v lednu 1996.

### Konec výroby a další vylepšení
V březnu 1996 uvedl americký úřad „General Accounting Office“ (GAO), že je levnější koupit nový letoun Harrier II Plus než přestavovat stávající letouny AV-8B. US Navy odhadovalo cenu přestavěného letounu na 23-30 miliónů USD, místo 30 miliónů USD za nové letadlo, zatímco GAO odhadovalo cenu nového letounu na 24 miliónů USD. Nicméně program pokračoval a v roce 2003 byl 72. a zároveň poslední letoun předán USMC. Také Španělsko se podílelo na programu, přičemž obdrželo poslední vylepšený letoun v prosinci 2003, což znamenalo konec výroby letounů AV-8B. Poslední nový letoun byl dodán v roce 1997.
V 90. letech 20. století se předpokládalo, že další vedení vývoje Harrierů převezmou společnosti, které vznikly fúzí původních výrobců. Společnost McDonnell Douglas byla převzata společností Boeing a společnost BAe spolu s dalšími společnostmi obranného průmyslu byla začleněna do společnosti BAE Systems. Mezi roky 1969 a 2003 bylo dodáno 824 Harrierů všech verzí. V roce 2001 časopis Flight International přinesl zprávu, že Tchaj-wan by mohl uspokojit svůj požadavek na V/STOL letoun nákupem letounů AV-8B vybavených radarem AN/APG-66 z letounů F-16 Fighting Falcon. Tchajwanský nákup by umožnil ponechat výrobní linku v provozu i po roce 2005. I přes možnost pořídit si letouny AV-8B na leasing zájem o nákup Harrierů postupně klesal v souvislosti s možností nákupu letounů F-35 a modernizací letounů F-16.
Ačkoliv další varianta Harrierů již nevznikla, zahájily v roce 1990 společnosti McDonnell Douglas a British Aerospace rozhovory o nástupci letounů AV-8B a další generaci pokročilých STOVL letounů. Harrier III měl představovat „evoluční přístup, jak získat z existujících letounů co nejvíce“, proto mělo být použito co nejvíce prvků z letounů Sea Harrier a AV-8B. Křídlo mělo být zvětšeno, aby mohlo nést více paliva a závěsů na zbraně. Kvůli větší velikosti měly být konce křídel sklopné. Následkem zvětšené hmotnosti se očekával další vývoj motoru Rolls-Royce Pegasus, který by produkoval o 18 kN větší tah než soudobé verze motoru. Letoun Harrier III měl nést zbraně jako AIM-120 AMRAAM a AIM-132 ASRAAM. Boeing a BAE Systems pokračovaly ve studiích až do počátku 21. století, kdy byl celý projekt zrušen.
Od roku 2013 se USMC zabývá potenciálním vylepšením stávajících letounů, aby udrželo svou flotilu letounů AV-8B Harrier II v přijatelném stavu až do plánovaného vyřazení. Uvažuje se o zabudování komunikačního systému Link 16, vylepšené kompatibilitě se střelami AIM-120 AMRAAM a o helmě s integrovaným systémem přenášení informací. Také se předpokládá, že práce se budou týkat i radaru a dalších senzorů. Flotila Harrierů II USMC původně měla sloužit do roku 2030 kvůli zdržením ve vývoji letounů F-35B a skutečnosti, že Harriery mají vyšší životnost než letouny F/A-18 Hornet. Avšak v roce 2014 se USMC rozhodla odstavit Harriery dříve, protože přechod z letounů Harrier a Hornet na letouny Lightning II jí měl ušetřit 1 miliardu dolarů. Předpokládala přitom, že letouny F-35B se stanou operačně způsobilými v létě 2015, v roce 2016 začnou nahrazovat první Harriery, přezbrojení sil na západním pobřeží bude dokončeno v roce 2020 a nakonec budou v roce 2025 přezbrojeny síly na východním pobřeží Spojených států. Protože v době rozhodnutí (2014) měly letouny před sebou ještě 11 let služby, pokračovalo se v jejich vylepšování, a to zejména elektronických systémů varování před nepřátelskými radary, prostředků pro elektronický boj, komunikačních systémů, systémů pro použití přesné munice a podpory nejmodernějších střel vzduch-vzduch AIM-9X Block II Sidewinder a AIM-120C/D AMRAAM.

## Popis

### Celkový přehled

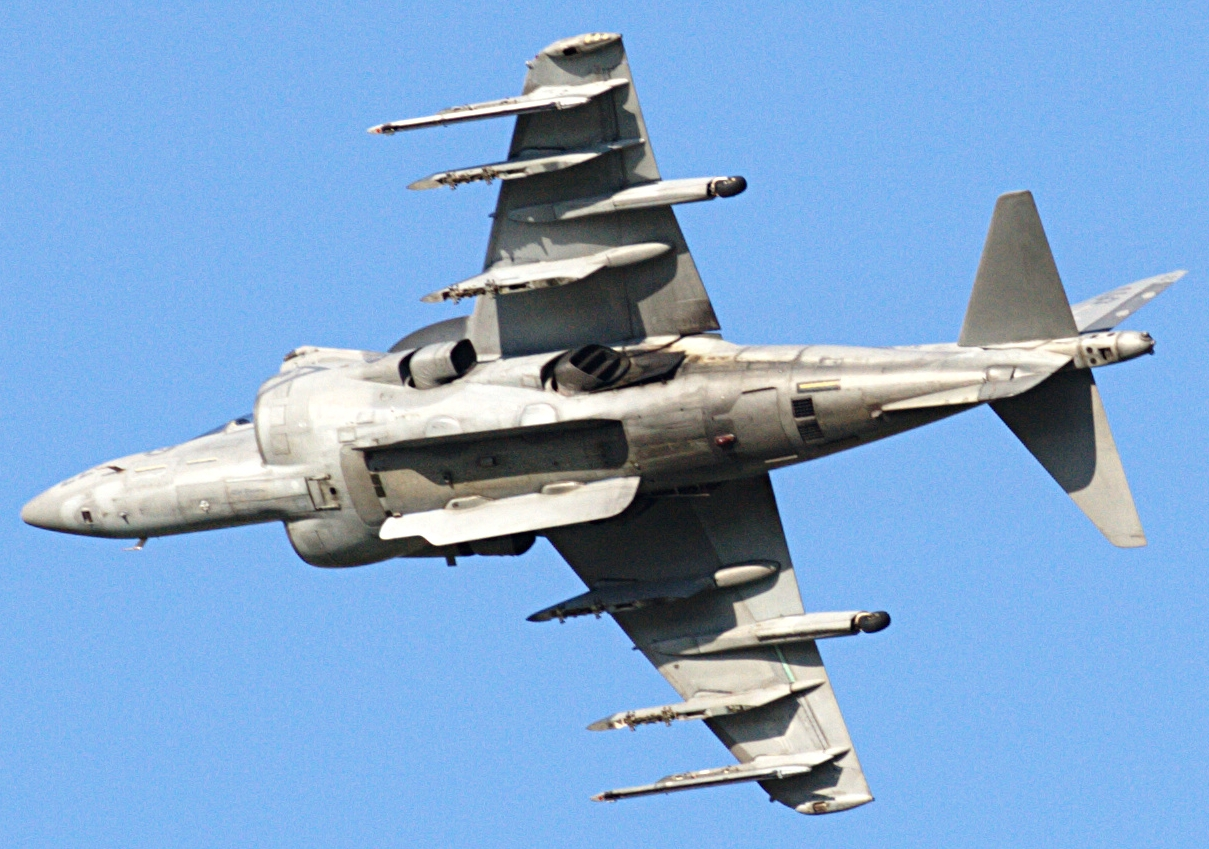
Spodní pohled na letoun AV-8B Harrier II.

AV-8B Harrier II je podzvukový útočný hornoplošník kovové a kompozitové konstrukce, který si zachovává základní uspořádání letounu Hawker Siddeley Harrier. Jeho křídla mají výrazné negativní vzepětí. Letoun je poháněn jedním dvouproudovým motorem Rolls-Royce Pegasus, který má dva vstupy vzduchu a čtyři synchronizované polohovatelné trysky. Dvě z těchto trysek jsou umístěny vpředu a vychází z nich studený vzduch od kompresoru motoru. Další dvě jsou umístěny vzadu a vychází z nich horký vzduch z turbíny motoru. Toto uspořádání kontrastuje s většinou dalších letounů s pevnými křídly, které mají trysky obvykle jen vzadu. Harrier II má také malé ovládací trysky na nose, ocase a koncích křídel, které umožňují ovládání stroje při malých rychlostech.
AV-8B je vybaven jedním závěsem pod trupem a šesti pod křídly (v porovnání se čtveřicí závěsů pod křídly u původního Harrieru), spolu s dvojicí míst pod trupem pro umístění kontejneru s kanónem ráže 25 mm GAU-12 a kontejneru s municí do kanónu. Tyto závěsy umožňují nést letounu až 4 200 kg zbraní, které zahrnují střely vzduch-vzduch, vzduch-země, protilodní střely a řízené i neřízené bomby. Letoun může nést ve vnitřních nádržích až 3 400 kg paliva, což je o 50 procent více než u jeho předchůdce. Kapacita neseného paliva může být zvýšena pomocí přídavných nádrží na závěsech pro zbraně, které umožňují letounu dosáhnout doletu až 3 300 km a bojového rádiu 556 km. AV-8B rovněž může obdržet další palivo pomocí nástavce pro tankování paliva za letu pomocí tankovací hadice z tankovacího letounu. Britská varianta letounu British Aerospace Harrier II používala odlišnou avioniku a další dvojici závěsů pro střely pod křídly.
Harrier II si zachovává tandemové uspořádání podvozku první generace letounů Harrier, ačkoliv balanční kolečka na křídlech byla posunuta blíže k trupu letounu, aby se zmenšil poloměr zatáčení letounu při pojíždění na zemi. Vstupy vzduchu do motoru jsou větší než u první generace letounů Harrier a mají upravený vstup. Na spodní stranu trupu namontovala společnost McDonnell Douglas zařízení, které zachycovalo odražené plyny z motoru, když byl letoun blízko u země, což mu přidávalo zhruba 544 kg vztlaku.
Technologická vylepšení použitá na letounech Harrier II v porovnání s původními Harriery výrazně snižovala zátěž pilota. Superkritické křídlo, soustředění hlavních ovládacích prvků na řídicí a plynové páce (tzv. systém HOTAS) a vylepšená stabilita činily letoun mnohem snadněji ovladatelným. Ed Harper, hlavní manažer společnosti McDonnell Douglas pro program vývoje letounu Harrier II, to shrnul následovně: „AV-8B vypadá téměř jako původní Harrier a používá stejné operační prostředky. Jen je prostě používá mnohem lépe.“ Velký víceúčelový displej, převzatý z letounu F/A-18, zabírá většinu plochy přístrojové desky v kokpitu. Má široké využití zahrnující informace z radaru a přehled zbraní. Pilot sedí ve vystřelovacím sedadle UPC/Stencel 10B s charakteristikou „nula-nula“, což znamená, že umožňuje pilotovi bezpečně opustit letoun stojící na místě v nulové výšce na zemi.

### Drak letounu
Pro letoun AV-8B společnost McDonnell Douglas přepracovala původní drak letounu Harrier, přičemž uplatnila mnoho strukturálních a aerodynamických změn. Pro zlepšení výhledu a lepší umístění posádky i avioniky společnost McDonnell Douglas umístila kokpit o 27 cm výše a přepracovala i jeho překryt. To vylepšilo výhled dopředu, do stran i dozadu. Přední část trupu je tvořena kompozitem z epoxidové pryskyřice s použitím uhlíkových vláken. K vyrovnání změn v přední části trupu byla prodloužena i zadní část trupu o 46 cm a byl použita i větší svislá ocasní plocha, již použitá na letounech Sea Harrier. Ocas letounů byl kvůli snížení hmotnosti vyroben také z kompozitních materiálů.
Snad nejvíce bylo přepracováno křídlo, přičemž cílem bylo, aby jeho schopnosti odpovídaly zrušenému projektu AV-16 při zachování motoru Pegasus letounu AV-8A. Konstruktéři navrhli nové jednodílné superkritické křídlo, které vylepšilo letové vlastnosti letounu zpomalením nárůstu aerodynamického odporu se vzrůstající rychlostí a zlepšením poměru vztlak/aerodynamický odpor. Křídlo vyrobené z kompozitů je silnější a má větší rozpětí než u letounů AV-8A. V porovnání s letounem AV-8A má křídlo zmenšenou šípovitost z 40° na 37° a je zvětšena jeho nosná plocha z 18,6m² na 21,4 m². Křídlo má uspořádání pro vysoký vztlak, používá vztlakové klapky, které se automaticky natáčejí při manévrování. Použitím rozšířené náběžné hrany u kořene křídla došlo ke zvýšení užitečné zátěže křídla o 3035 kg v porovnání s první generací Harrierů při startu na dráze dlouhé 300 m. Jelikož je křídlo vyrobeno téměř výlučně z kompozitů, je o 150 kg lehčí než menší křídlo letounu AV-8A.

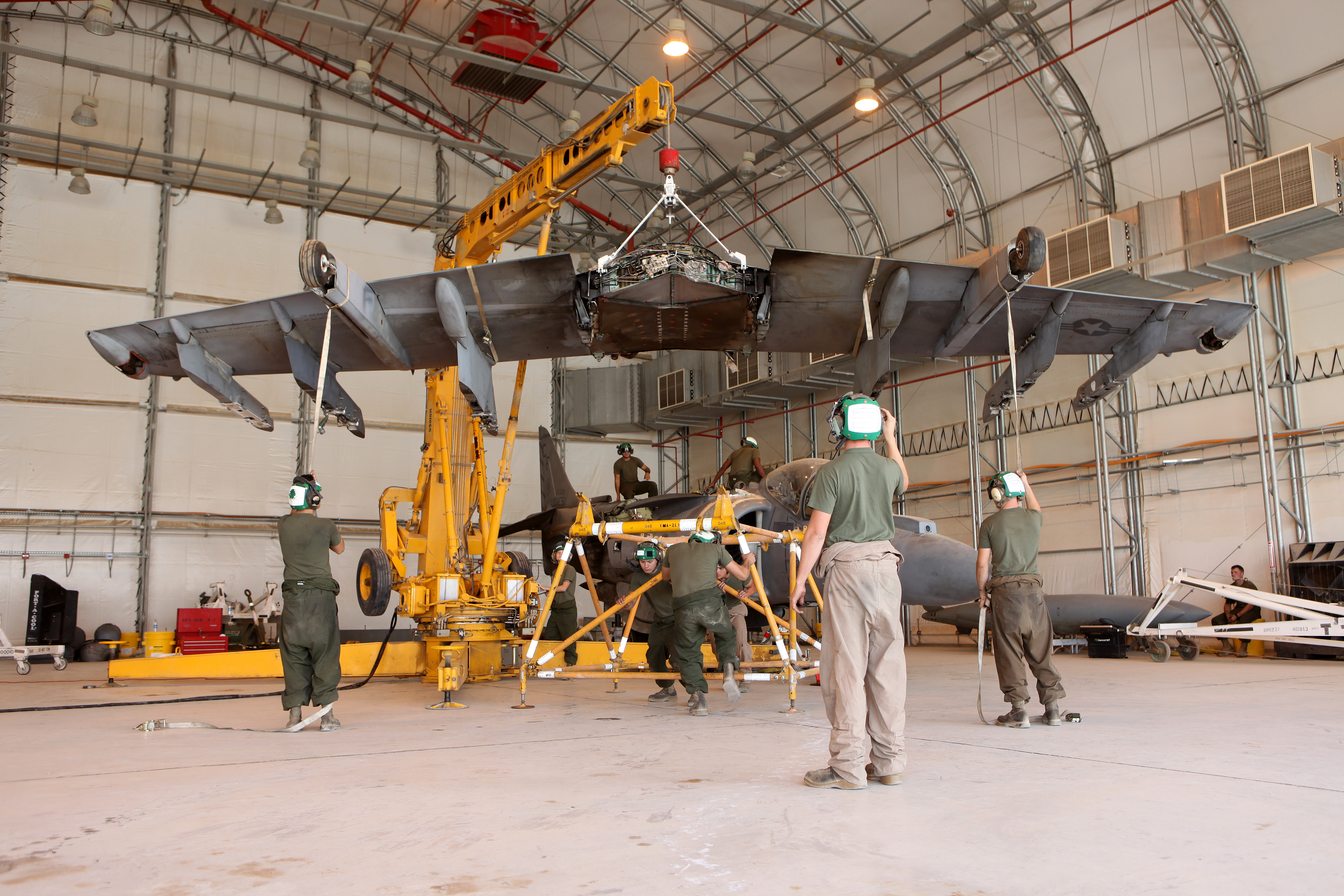
Mechanici mění jednodílné superkritické křídlo letounu AV-8B na základně Camp Bastion v Afghánistánu. (2012).

Harrier II byl prvním letounem rozsáhle využívající kompozitní materiály s uhlíkovými vlákny, což snižuje jeho hmotnost a zvyšuje pevnost. Byly použity na křídlech, směrovce, klapkách, nose letounu, přední části trupu a na ocasních plochách. 26 % konstrukce letounu je vyrobeno z kompozitů, což snížilo jeho hmotnost o 217 kg v porovnání s použitím klasických materiálů.

### Rozdíly mezi verzemi
Většina prvních „denních“ útočných letounů AV-8B Harrier II byla vylepšena na „noční“ verzi nebo do standardu Harrier II Plus a zbytek byl stažen ze služby. Kokpit letounu AV-8B byl rovněž využit k prvním zkouškám systému „Direct Voice Input“ (DVI), který umožňuje pilotovi používat hlasové povely k ovládání letounu. Systém byl vyvinut společností Smiths Industries. Hlavním útočným avionickým systémem původních letounů byl na nose letounu namontovaný bombardovací systém Hughes AN/ASB-19. Systém kombinoval televizní zobrazovač a laserový zaměřovač, což poskytovalo letounu vysoce přesné míření na cíl. Obranné vybavení zahrnovalo několik zařízení AN/ALE-39 pro vypouštění klamných cílů a světlic, systém varování před zaměřením radarem AN/ALR-67 a kontejner pro elektronický boj AN/ALQ-126C.
Cvičná verze letounu AV-8B se značí TAV-8B. Piloti sedí za sebou v tandemovém uspořádání. Mimo jiných změn musela být přední část letounu prodloužena o 1,19 m pro zástavbu druhého sedadla. Aby byla kompenzována mírná ztráta směrové stability, byla zvětšena plocha svislé ocasní plochy. Letouny TAV-8B USMC mají digitální kokpit a nové systémy letounů AV-8B, ale mají jen dva závěsy pod křídly a nejsou způsobilé k boji. První TAV-8B byly poháněny motory F402-RR-406A s tahem 95,4 kN, zatímco pozdější letouny byly poháněny motorem F402-RR-408A s tahem 105,8 kN. Na počátku 21. století bylo 17 letounů TAV-8B vylepšeno instalací systémů pro působení v noci, motory F402-RR-408 a změnami v softwaru a konstrukci.

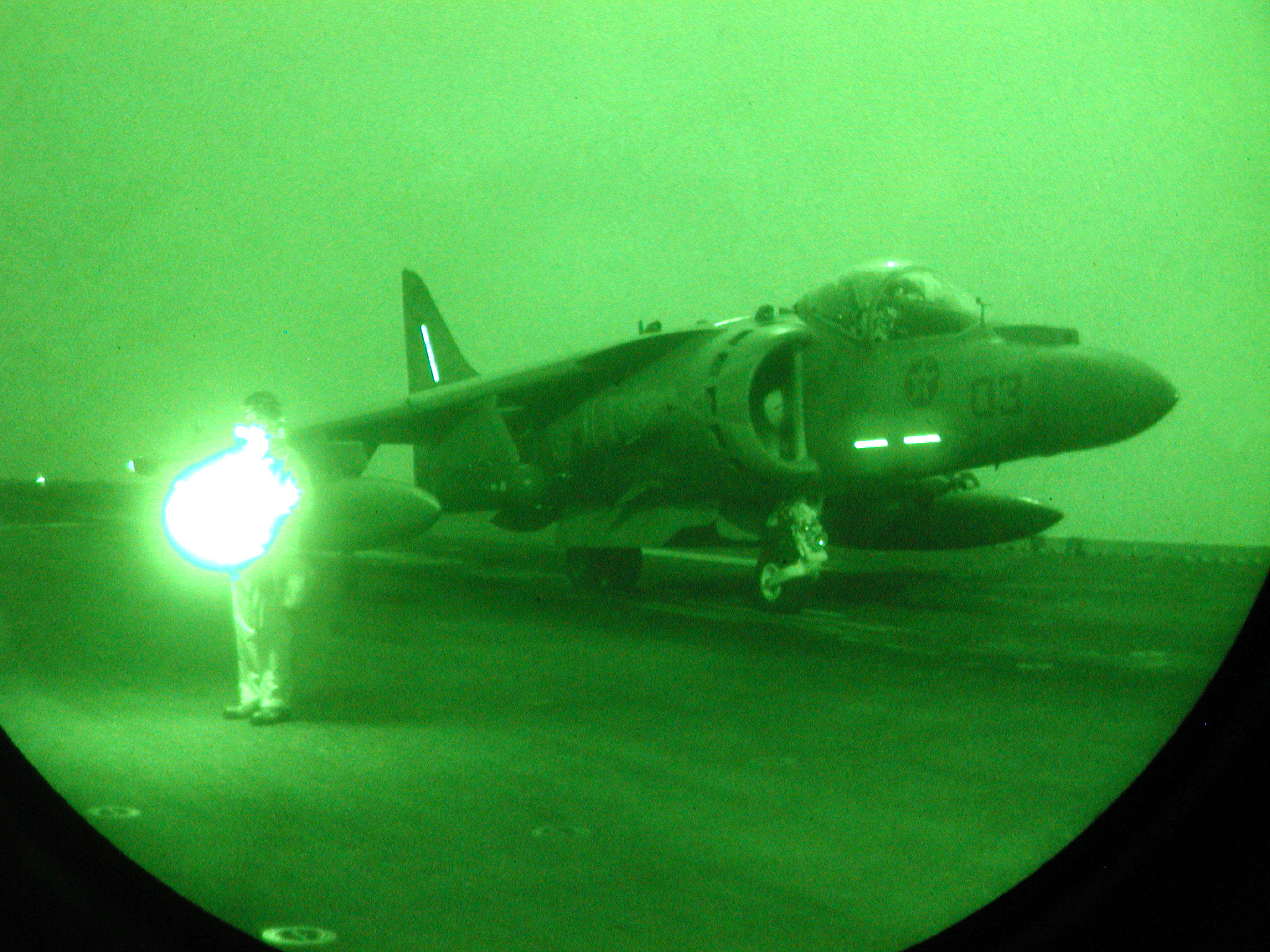
AV-8B USMC se připravuje na vzlet z lodi USS Bonhomme Richard

První vylepšenou verzí byla v roce 1991 postavená varianta pro noční útoky. Ta se lišila od původních letounů instalací dopředu směřující infračervené kamery (FLIR), která byla umístěna na špičku nosu letounu. Dále byl nainstalován široký průhledový displej (HUD) společnosti Smiths Industries, příslušenství pro brýle pro noční vidění a systém pohyblivé mapy Honeywell. Kamera FLIR využívala k zobrazení cíle rozdílné teploty cíle a okolí. Varianta poháněná motorem F402-RR-408 byla výkonnější a spolehlivější, protože motor měl instalován elektronický řídicí systém. Letouny měly být původně označeny AV-8D, ale nakonec dostaly tyto letouny označení AV-8B(NA).
Harrier II Plus je velmi podobný variantě pro noční útoky (NA). Navíc měly namontován multifunkční pulzní dopplerovský radar APG-65 ve zvětšeném nose letounu, což mu umožnilo používat vyspělé střely pro použití za hranici dohledu pilota, jako jsou AIM-120 AMRAAM. Aby bylo uvolněno další místo pro radar, byl z nosu letounu odstraněn bombardovací systém. Použité radary byly odebrány z prvních letounů F/A-18, které byly vylepšeny dosazením radaru APG-73. Mimo střel AIM-120 mohly letouny AV-8B Plus nést i střely AGM-65 Maverick a AGM-84 Harpoon. Podle leteckého autora Lona Nordeena změny „způsobily mírné zvýšení aerodynamického odporu a hmotnosti, ale není velký rozdíl mezi letouny verze pro noční útoky (NA) a radarem vybavené letouny Harrier II Plus“.

## Operační historie

### Námořní pěchota Spojených států
Letoun AV-8B prošel standardním testováním, aby byl připraven pro službu u letectva USMC. Během operačních zkoušek, které probíhaly od 31. srpna 1984 do 30. března 1985, skupina čtyř pilotů, skupina mechaniků a podpůrný personál testovaly letouny v bojových podmínkách. První fáze testování, která probíhala do 1. února 1985, zahrnovala mise blízké letecké podpory a hluboké letecké podpory (mise hluboké letecké podpory nevyžadovaly koordinaci s přátelskými pozemními jednotkami) spolu s ostatními letouny blízké letecké podpory, stejně jako přehrazování bojiště a ozbrojený průzkum. Letoun létal z vojenských zařízení v Pendletonu a China Lake v Kalifornii, kanadské základny v Cold Lake a z letecké základny USMC Yuma v Arizoně.
Druhá fáze zkoušek byla prováděna na základně Yuma od 25. února do 8. března, zahrnovala stíhací doprovod, vzdušné hlídkování a přepadové mise z paluby lodí. Ačkoliv byly objeveny určité nedostatky, byly zkoušky považovány za úspěšné. Letouny AV-8B Harrier II dosáhly operační způsobilosti v lednu 1985 u letky USMC VMA-331.

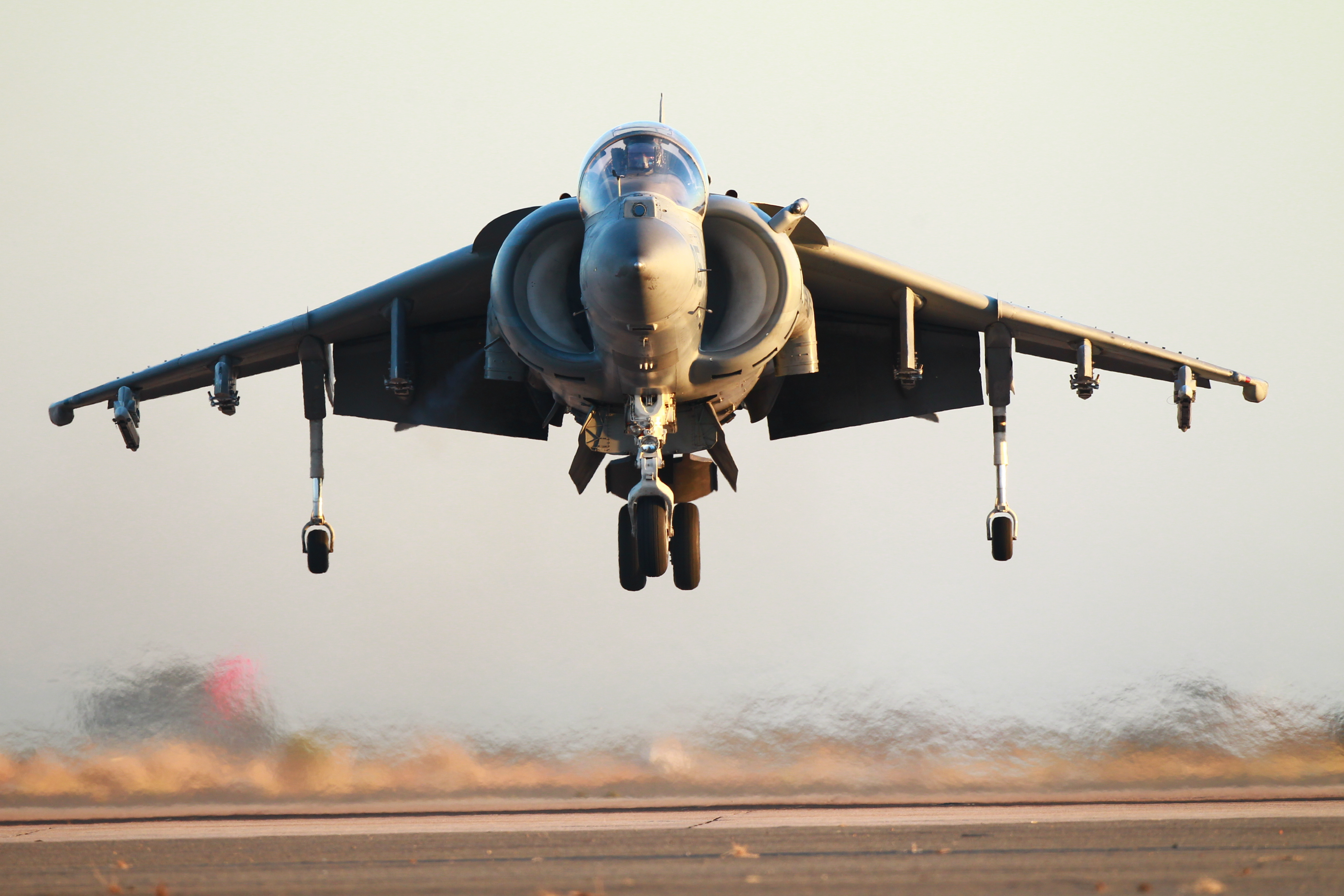
AV-8B startuje v roce 2012 během Miramar Air Show

Letouny AV-8B byly rozsáhle použity ve válce v Zálivu (1990–91). Letouny působily z lodí USS Nassau (LHA-4) a USS Tarawa (LHA-1) a z pobřežních základen. Nejprve létaly cvičné lety a podpůrné mise, a také cvičily společně s koaličními silami. Bylo rozhodnuto, že v počáteční fázi operace Pouštní bouře budou drženy v záloze. AV-8B byl poprvé použit v boji ráno 17. ledna 1991, když přišel požadavek na leteckou podporu z letounu OV-10 Bronco, který sloužil jako letecký návodčí, proti iráckému dělostřelectvu, které odstřelovalo Chafdží a přilehlou ropnou rafinerii. Následující den letouny USMC AV-8B napadly irácké pozice v jižním Kuvajtu. Po celou dobu války prováděly letouny AV-8B ozbrojený průzkum a podporovaly koaliční síly při ničení cílů.
Během operací Pouštní štít a Pouštní bouře 86 letounů AV-8B provedlo 3380 letů a nalétalo kolem 4100 letových hodin. Pět letounů AV-8B bylo zničeno nepřátelskými střelami země-vzduch a dva piloti byli zabiti. Letouny AV-8B měly ztráty 1,5 letounu na každých 1000 hodin nalétaných v akci. Generál Norman Schwarzkopf později jmenoval AV-8B mezi sedmi zbraněmi, společně s letouny F-117 Nighthawk a vrtulníky AH-64 Apache, které hrály nejdůležitější roli ve válce. Po válce, od 27. srpna 1992 do roku 2003, letouny AV-8B a ostatní koaliční letouny prováděly hlídkové lety nad Irákem jako podpora operace Southern Watch. AV-8B startovaly z vrtulníkových výsadkových lodí v Perském zálivu a z předsunutých operačních základen, jako byla základna Ali Al Salem v Kuvajtu.
V roce 1999 se letouny AV-8B podílely na bombardování Jugoslávie ze strany NATO v rámci operace Spojenecká síla. Dvanáct Harrierů bylo rovnoměrně rozloženo mezi 24. a 26. námořní expediční jednotku (Marine Expeditionary Unit, dále jen MEU). Letouny AV-8B 24. MEU vstoupily do boje 14. dubna a během následujících 14 dnů odlétaly 34 podpůrných misí nad Kosovem. Letouny létaly z paluby lodi USS Nassau (LHA-4). 28. dubna byla 24. MEU vystřídána 26. MEU na palubě lodi USS Kearsarge (LHD-3). První bojové lety této jednotky Harrierů byly zahájeny o dva dny později, přičemž byl jeden letoun ztracen. 26. MEU se účastnila operací na bojišti až do 28. května, kdy byla přemístěna do Brindisi v Itálii.
Harriery II USMC se od roku 2001 staly i účastníky operace Trvalá svoboda v Afghánistánu. 15. MEU USMC zahájil působení z oblasti poblíž pobřeží Pákistánu v říjnu 2001. Letouny operovaly z lodí a čtveřice letounů AV-8B zahájila mise v Afghánistánu 3. listopadu 2001. 26. MEU se svými letouny AV-8B se připojila k 15. MEU později v tomtéž měsíci. V prosinci 2001 se začaly Harriery II přemísťovat na předsunutou základnu v Afghánistánu na mezinárodním letišti v Kandaháru. Další letouny AV-8B byly spolu s dalšími jednotkami USMC přemístěny do oblasti v roce 2002. Šest letounů Harrier II (NA) bylo v říjnu 2002 umístěno na základnu Bagram. Tyto letouny, které byly vybaveny pro působení v noci, prováděly převážně noční akce.

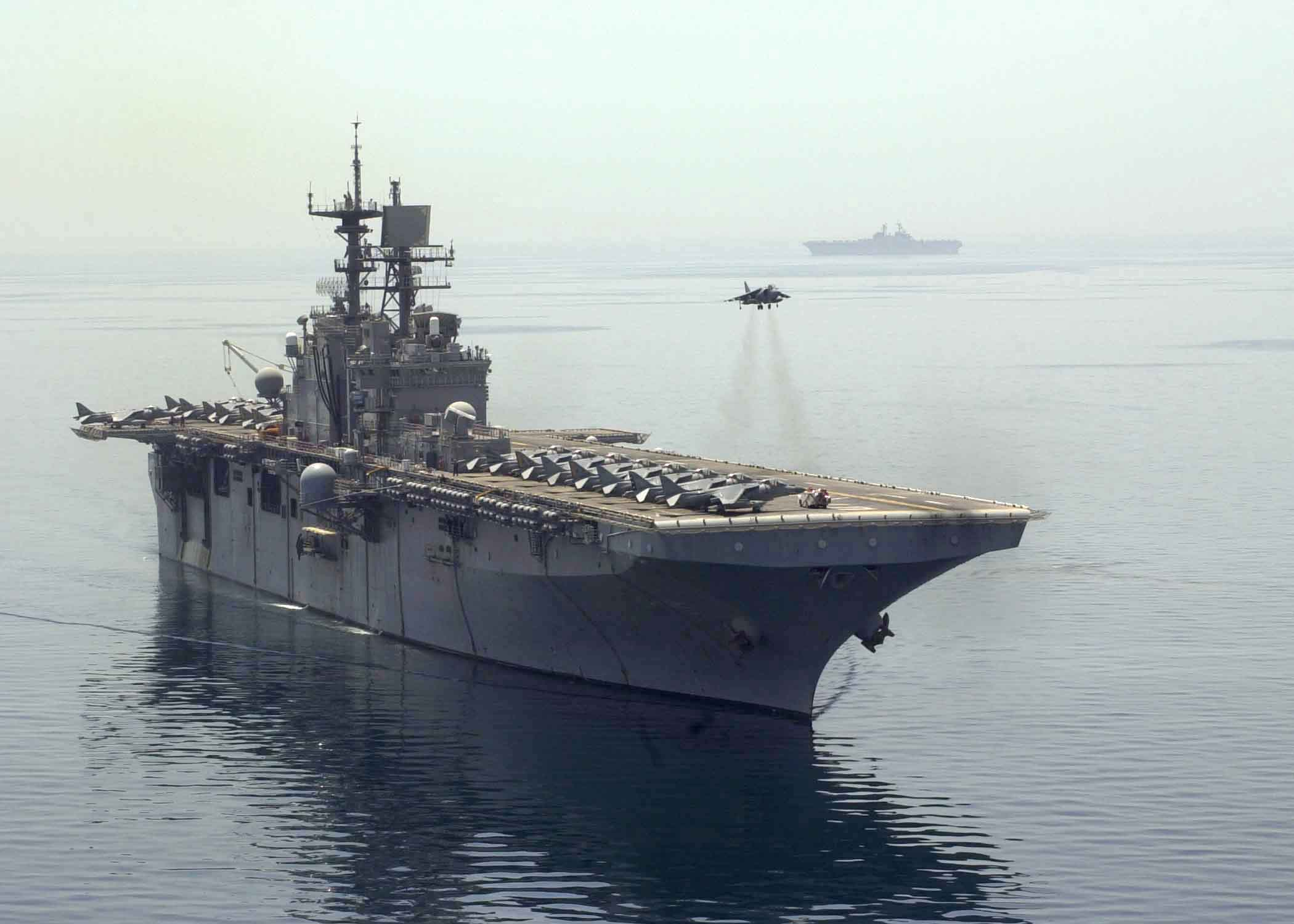
USMC AV-8B se vznáší nad palubou výsadkové lodi USS Bataan (LHD-5) plnou dalších Harrierů měsíc po začátku operace Irácká svoboda.

Letouny se účastnily i operace Irácká svoboda v roce 2003. Jejich úkolem bylo hlavně podporovat pozemní jednotky USMC. Během počátečních akcí působilo 60 letounů AV-8B z lodí jako byly USS Bonhomme Richard (LHD-6) a USS Bataan (LHD-5). Během války vykonaly více než 1000 misí. Jakmile to bylo možné, byly vytvořeny předsunuté pozemní základny k doplnění výzbroje a paliva, což umožnilo rychlé akce.
Za necelý měsíc v boji letouny nalétaly více než 2000 bojových letů. Při použití kontejneru pro navádění přesné munice LITENING II dosahovala přesnost zásahů více než 75 procent. Během jednoho bojového letu z lodi USS Bonhomme Richard způsobila například vlna Harrierů těžké ztráty tankovému praporu irácké republikánské gardy ještě před hlavním pozemním útokem na Al Kut. Harriery obvykle poskytovaly blízkou leteckou podporu pro vlastní tanky, jeden z nich vždy obvykle nesl kontejner pro navádění přesné munice LITENING. Přes své vysoké hodnocení mohly Harriery na bojišti zůstat jen omezenou dobu – kolem 15 až 20 minut. Proto byly některé mise blízké letecké podpory přenechávány speciálním letounům palebné podpory Lockheed AC-130, které mohly zůstávat nad bojištěm po dobu až 6 hodin a měly i těžší zbraně než AV-8B. AV-8B byly později použity v kombinaci s dělostřelectvem pro provádění trvalé palebné podpory během těžkých bojů v roce 2004 kolem opevněného města Fallúdža. Městské prostředí si vyžadovalo extrémní přesnost leteckých útoků.
20. března 2011 odstartovaly letouny AV-8B USMC z lodi USS Kearsarge (LHD-3) jako podpora operace Odyssey Dawn, která měla prosadit bezletovou zónu vyhlášenou OSN v Libyi. Podílely se na náletu na Syrtu 5. dubna 2011. Několik letounů AV-8B se podílelo na obraně sestřeleného pilota letounu F-15E, když útočily na blížící se Libyjce ještě před jeho vyzvednutí letounem MV-22 Osprey.
Vedle hlavních konfliktů byly letouny AV-8B USMC použity k podpoře pohotovostních a humanitárních operacích, když poskytovaly vzdušné krytí a ozbrojený průzkum. Letouny létaly v Somálsku (90. léta 20. století), Libérii (1990, 1996 a 2003), Rwandě (1994), Středoafrické republice (1996), Albánii (1997), Zairu (1997) a Sieře Leone (1997).
Během své služby u USMC trpěly Harriery třikrát větší nehodovostí než letouny F/A-18. Proto se letounům AV-8 někdy přezdívá „Widow maker“ (výrobce vdov). V roce 2003 Los Angeles Times přinesly zprávu, že Harriery mají největší nehodovost mezi všemi letouny ve službě, přičemž utrpěly 148 nehod, při kterých zahynulo 45 lidí. Lon Nordeen však podotýká, že některé jiné jednomotorové letouny USMC jako A-4 Skyhawk a A-7 Corsair II měly větší nehodovost. Vysoká nehodovost Harrierů souvisela většinou se startem nebo přistáním, což byla nejkritičtější fáze celého letu.

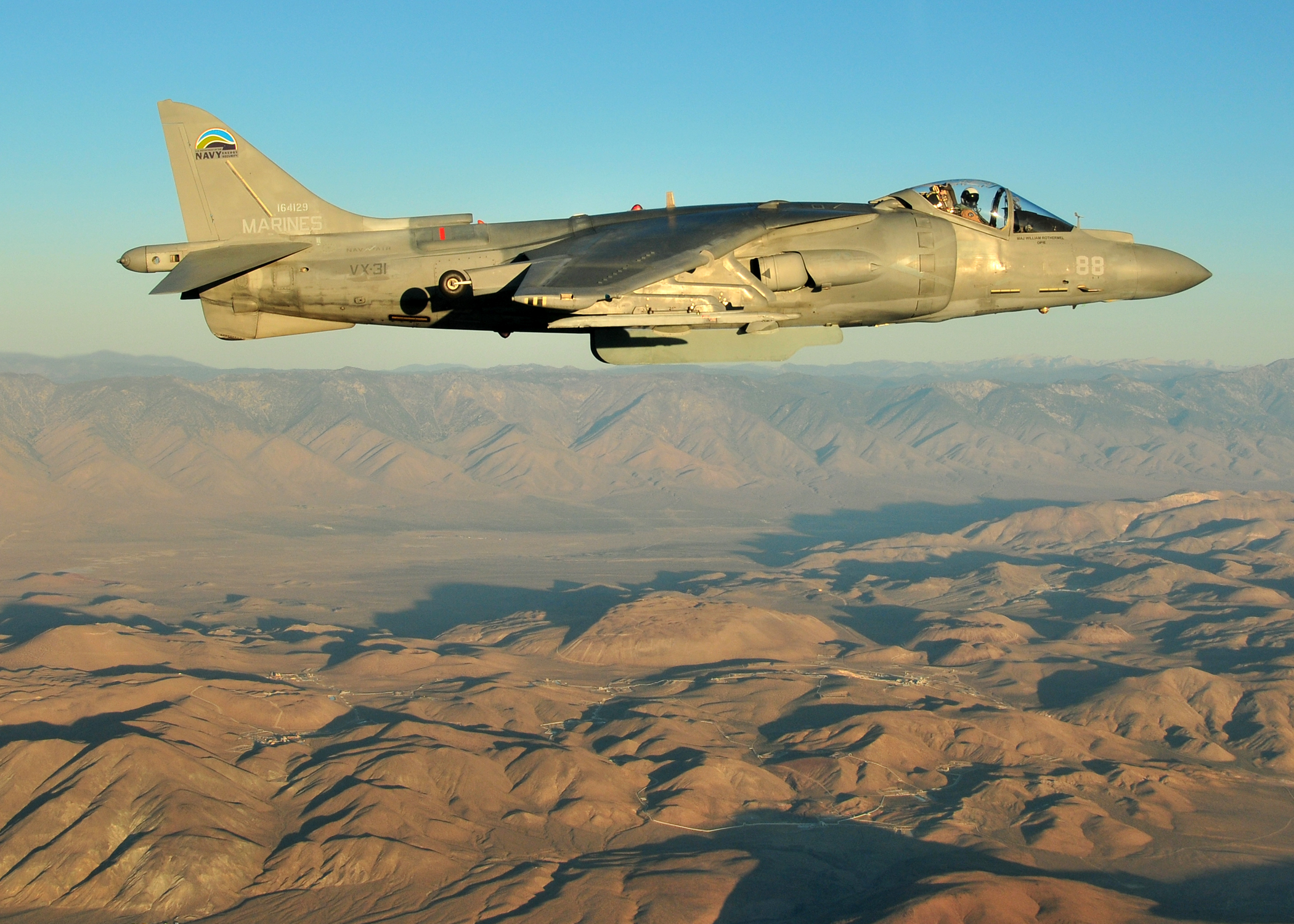
AV-8B během zkušebního letu nad China Lake (2011)

Letouny AV-8B by měly být nahrazeny letouny F-35B, což je verze letounů Lockheed Martin F-35 Lightning II, které měly původně vstoupit do služby v roce 2012. USMC hledá náhradu Harrierů již od 80. let 20. století, a proto silně podporovala dokončení vývoje letounu F-35B. Výkony Harrierů v Iráku, včetně jejich působení z předsunutých základen, ukázaly, že mít V/STOL letouny v arzenálu USMC je nezbytné. V listopadu 2011 koupilo USN vyřazenou flotilu 72 britských Harrierů II (63 jednomístných GR.7/9/9A a 9 dvojmístných T.12/12A) a náhradní motory jako zdroj náhradních dílů pro flotilu letounů Harrier II USMC. Ačkoliv v březnu 2012 časopis AirForces Monthly uvedl, že USMC plánuje některé původně britské letouny uvést do provozu místo jejich rozebrání na náhradní díly, Naval Air Systems Command (NAVAIR) uvedlo, že USMC nikdy neplánovalo tyto Harriery provozovat.
14. září 2012 bylo při útoku Tálibánu na Camp Bastion v afghánské provincii Hilmand zničeno šest letounů AV-8B a další dva byly vážně poškozeny. Všechny letouny patřily k letce VMA-211. Dva zničené Harriery II měly odletět z Afghánistánu hodinu po útoku. Útok byl popsán jako „nejhorší ztráta vzdušných sil Spojených států během jediného incidentu od války ve Vietnamu.“ Ztracené letouny byly rychle nahrazeny.
27. července 2014 začaly letouny AV-8B z lodi USS Bataan provádět vzdušné sledování sil Islámského státu v Iráku. Sledovací operace pokračovaly i po zahájení vzdušných útoků Spojených států proti Islámskému státu 8. srpna 2014. Na začátku září 2014 udeřily letouny Harrier USMC na cíle Islámského státu poblíž přehrady Haditha v Iráku. V srpnu 2016 se Harriery II operující z výsadkové lodi USS Wasp (LHD-1) zapojily do vedení amerických operací proti hnutí Daeš i na území Libye, během tamní občanské války. V době operace Prosperity Guardian byly v lednu a únoru 2024 AV-8B z paluby USS Bataan (LHD-5) nasazeny na obranu plavidel v Rudém moři proti útočným bezpilotním letadlům povstaleckých Hútíů, kapitán Earl Ehrhart dosáhl 7 sestřelů.

### Italské námořnictvo
Na konci 60. let 20. století, po předvedení letounu Hawker Siddeley Harrier italskému námořnictvu (Marina Militare) na vrtulníkové lodi Andrea Doria, začala země zkoumat možnosti pořízení letounů Harrier. Prvním snahám bránil italský zákon z roku 1937, který zakazoval námořnictvu provozovat letouny s pevnými křídly, protože to byla doména letectva. Na počátku roku 1989 byl zákon změněn a námořnictvo mohlo provozovat i jakékoliv letouny s pevnými křídly s hmotností větší než 1500 kg. Po dlouhém vyhodnocování letounů Sea Harrier a AV-8B byly v květnu 1989 objednány dva letouny TAV-8B. Brzy nato byla podepsána objednávka na dalších 16 letounů AV-8B Plus. Po dodání letounů TAV-8B a prvních třech letounů AV-8B montovala všechny další italské Harriery společnost Alenia Aeronautica z dílů dodaných ze Spojených států. První byly dodány dvojmístné stroje, a to v srpnu 1991 na základnu Grottaglie. Byly určeny pro lety z nosičů vrtulníků a z lehké letadlové lodi Giuseppe Garibaldi.
Na počátku roku 1994 byla první várka letounů vyrobených v USA odeslána do Spojených států na leteckou základnu námořní pěchoty Cherry Point pro přeškolení pilotů. První v Itálii složené letouny byly dokončeny následující rok. Uprostřed ledna 1995 byla ze základny v Tarantu do Somálska odeslána letadlová loď Giuseppe Garibaldi s trojicí Harrierů na palubě, aby udržovala stabilitu v oblasti po stažení sil OSN. S Harriery létalo 5 italských pilotů. Odlétali s nimi 100 letových hodin a letouny si během tříměsíčního nasazení uchovaly 100% provozuschopnost. Prováděly průzkumné a další mise. Loď se vrátila do přístavu 22. března.

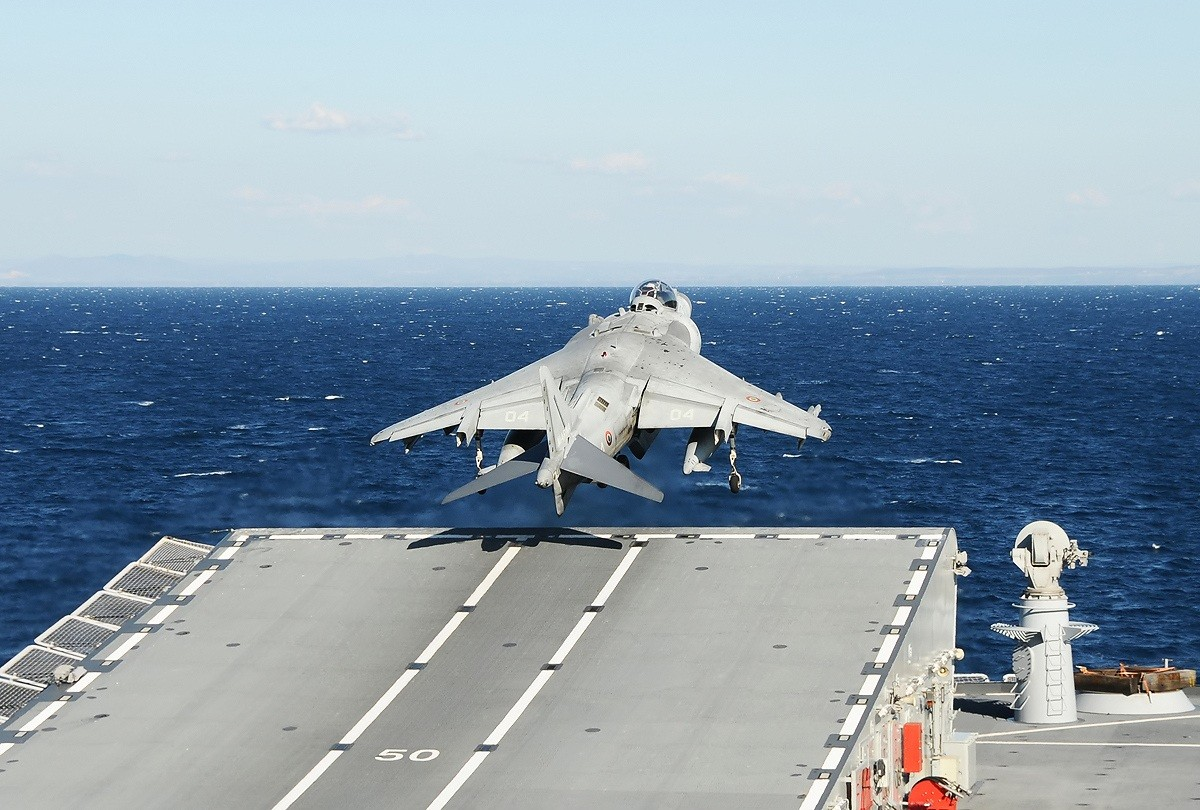
AV-8B Harrier II italského námořnictva startuje z letadlové lodi Cavour.

V roce 1999 byly italské letouny AV-8B poprvé použity v boji, když působily z paluby letadlové lodi Giuseppe Garibaldi jako součást spojeneckých sil během operace Allied Force v Kosovu. Italští piloti vykonali více než 60 bojových letů spolu se spojenci z NATO a útočili na jugoslávskou armádu, polovojenské jednotky a infrastrukturu konvenčními a laserem naváděnými bombami.
V roce 2000 Aviazione Navale uvažovalo o pořízení dalších sedmi přestavěných letounů, kterými by vybavili loď Giuseppe Garibaldi a novou letadlovou loď Cavour. Stávající letouny byly mezitím vylepšeny, aby mohly nést střely AIM-120 AMRAAM a chytré řízené pumy JDAM. Od listopadu 2001 do března 2002 bylo osm letounů AV-8B umístěno na letadlovou loď Giuseppe Garibaldi, která odplula do Indického oceánu, aby podpořila operaci Trvalá svoboda. Letouny zde operovaly v lednu a únoru 2002 a provedly 131 misí, při kterých nalétaly 647 letových hodin.
V roce 2011 se italské Harriery, působící z lodi Giuseppe Garibaldi, spolu s italskými letouny Eurofighter Typhoon a letouny jiných států, zúčastnily operace Unified Protector, což byla součást vojenské intervence NATO v Libyi. Zde prováděly letecké údery, výzvědné a průzkumné lety. Celkově italské vojenské letouny svrhly 710 řízených leteckých pum a střel během mísí – letouny italského letectva Panavia Tornado a AMX International AMX svrhly 550 bomb a střel, zatímco 8 letounů AV-8B italského námořnictva z letadlové lodi Giuseppe Garibaldi svrhlo 160 řízených bomb a raket během 1221 letových hodin.
Letouny italského námořnictva by měly být v budoucnu nahrazeny 15 (původně 22) letouny F-35B, které budou působit z letadlové lodi Cavour.

### Španělské námořnictvo

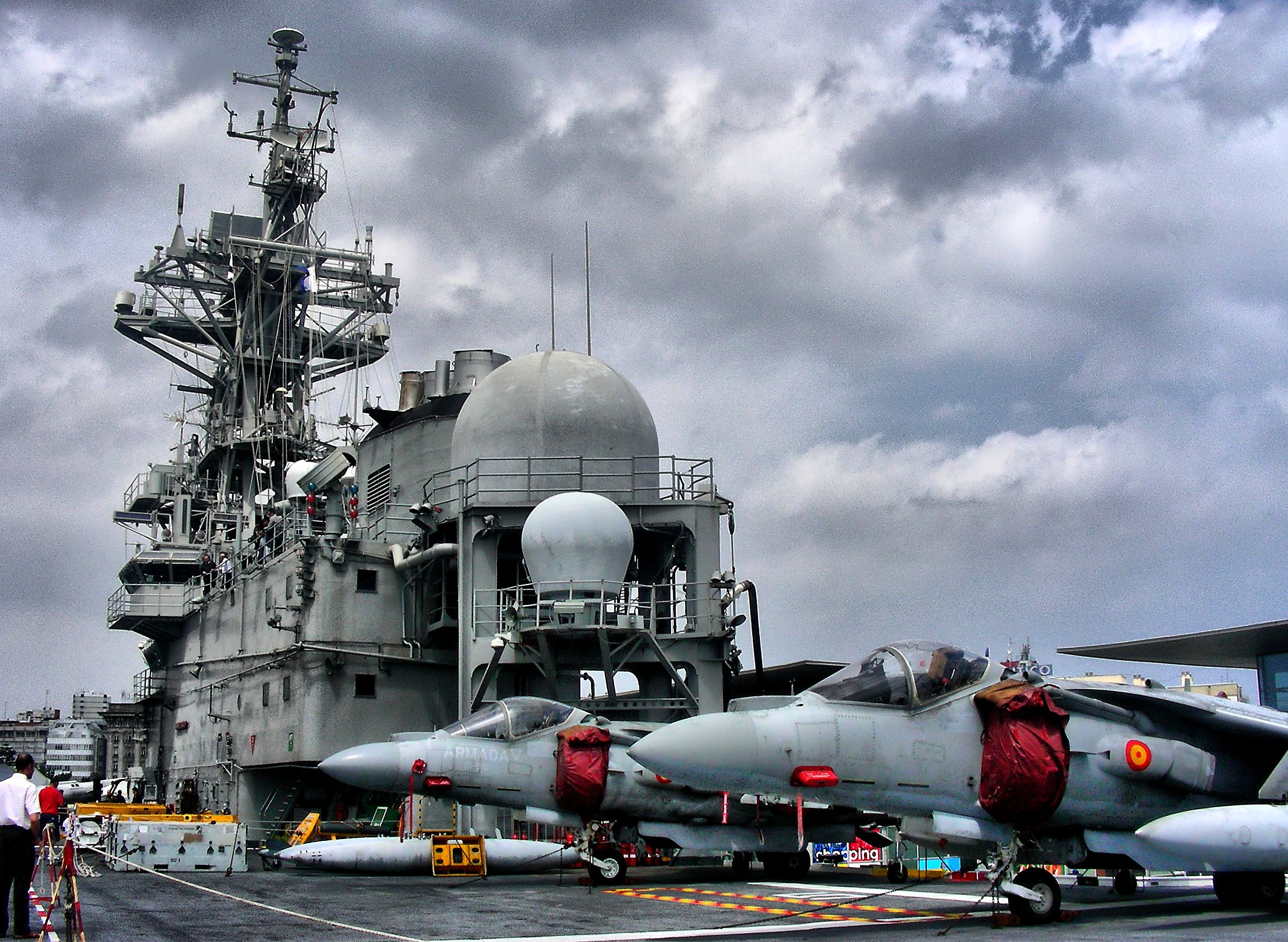
Dva letouny EAV-8B Harrier II Plus na španělské letadlové lodi Príncipe de Asturias

Španělsko, které již dříve používalo první generaci letounů s označením AV-8S Matador, se stalo prvním zahraničním provozovatelem letounů AV-8B, když v březnu 1983 podepsalo objednávku na 12 letounů. Letouny ze strany španělského námořnictva (Armada Española) dostaly označení VA-2 Matador II, u výrobce byla tato varianta známá pod označením EAV-8B. Přeškolování pilotů bylo zahájeno ve Spojených státech. 6. října 1987 byly první tři letouny Matador II dodány na španělskou námořní základnu Rota. Nové letouny nesly zbarvení ve dvou odstínech matné šedi podobně jako letouny USMC a byly kompletně dodány do roku 1988.
Zkušební piloti BAe schválili použití Harrierů na palubě letadlové lodi Príncipe de Asturias v červenci 1989. Letadlová loď, která nahradila letadlovou loď Dédalo z dob 2. světové války, měla odrazový můstek se sklonem 12°. Plánovalo se, že první jednotkou, která bude Harriery provozovat, bude 8a Escuadrilla. Tato jednotka však byla rozpuštěna 24. října 1986 v souvislosti s prodejem letounů AV-8S Matador do Thajska. Místo ní byla 29. září 1987 zformována nová jednotka 9a Escuadrilla, která dostala letouny EAV-8B.
V březnu 1993, dle třístranné smlouvy ze září 1990 mezi USA, Itálií a Španělskem, bylo objednáno 8 letounů EAV-8B Plus Matador spolu s dvoumístným TAV-8B. Dodávky letounů ve verzi Plus byly zahájeny v roce 1996. 11. května 2000 společnosti Boeing a NAVAIR dokončily kontrakt na přestavbu španělských EAV-8B do standardu Plus. Boeing uvedl, že dohoda byla uzavřena na přestavění 2 letounů EAV-8B s opcí na dalších 7 letounů; jiné zdroje hovoří o celkem 11 letounech. Přepracovaná letadla mohou nést 4 střely AIM-120 AMRAAM, pilot má lepší přehled o situaci instalací radaru a nové avioniky a letoun dostal i nový motor. Nakonec bylo upraveno 5 letounů, poslední z nich byl dodán 5. prosince 2003.
Španělské letouny EAV-8B se podílely na operaci Deny Flight, kdy hlídaly bezletovou zónu vyhlášenou OSN nad Bosnou a Hercegovinou. Španělské stroje se nepodílely na operacích ve válce v Iráku v roce 2003, místo toho Španělsko umístilo letouny F/A-18 a další letouny do Turecka, aby jej bránily před případným iráckým útokem. V roce 2007 Španělsko zadalo studii na budoucí náhradu letounů Harrier II, pravděpodobně to bude nákup letounů F-35B.
Po vyřazení lodi Príncipe de Asturias v únoru 2013 je jediným plavidlem, které může používat španělské letouny Harrier II, víceúčelová loď Juan Carlos I (L-61).

## Varianty
YAV-8B
Dva prototypy přestavěné v roce 1978 z letounů AV-8A (BuNo 158394 a 158395).
AV-8B Harrier II
Původní varianta útočného letounu pro provoz za dne. Postaveno 241 strojů.
AV-8B Harrier II Night Attack
Vylepšená verze s infračervenou kamerou (FLIR), vylepšeným kokpitem s možností použití brýlí pro noční vidění a vylepšeným výkonnějším motorem Rolls Royce Pegasus 11. Původně se plánovalo, že tato varianta bude označena AV-8D.
AV-8B Harrier II Plus
Letouny podobné předchozí variantě s přidaným radarem APG-65. Verze byla používána USMC, španělským námořnictvem a italským námořnictvem. 46 nových letounů bylo vyrobeno v letech 1993–1997 (30 pro USMC a 16 pro Itálii – španělské stroje uvedeny níže). Další byly přestavěny ze základní verze.
TAV-8B Harrier II
Dvoumístná cvičná verze. Postaveno 15 strojů.
EAV-8B Harrier II
Označení verze pro španělské námořnictvo. Postaveno 13 strojů.
EAV-8B Harrier II Plus
Označení letounů AV-8B Harrier II Plus pro španělské námořnictvo. Postaveno 8 strojů.
Harrier GR.5, GR.7, GR.9
Viz článek British Aerospace Harrier II.

## Incidenty a nehody
Během své operační služby získaly letouny AV-8B reputaci jako „výrobci vdov“ a to hlavně u USMC, protože počet nehod letounů u USMC byl vysoký. Nehody byly obvykle spojeny se vzletem nebo přistáním letounu, což byla kritická část celého letu. K červenci 2013 bylo přibližně 110 letounů zničeno nebo neopravitelně poškozeno od jejich vstupu do služby v roce 1985, první nehoda se stala již v březnu 1985.

## Vystavené letouny
AV-8B
- BuNo 161396 – National Museum of the Marine Corps, Triangle, Virginia.[154]
- BuNo 161397 – Carolinas Aviation Museum, Charlotte, North Carolina.[155]

## Specifikace (AV-8B Harrier II Plus)

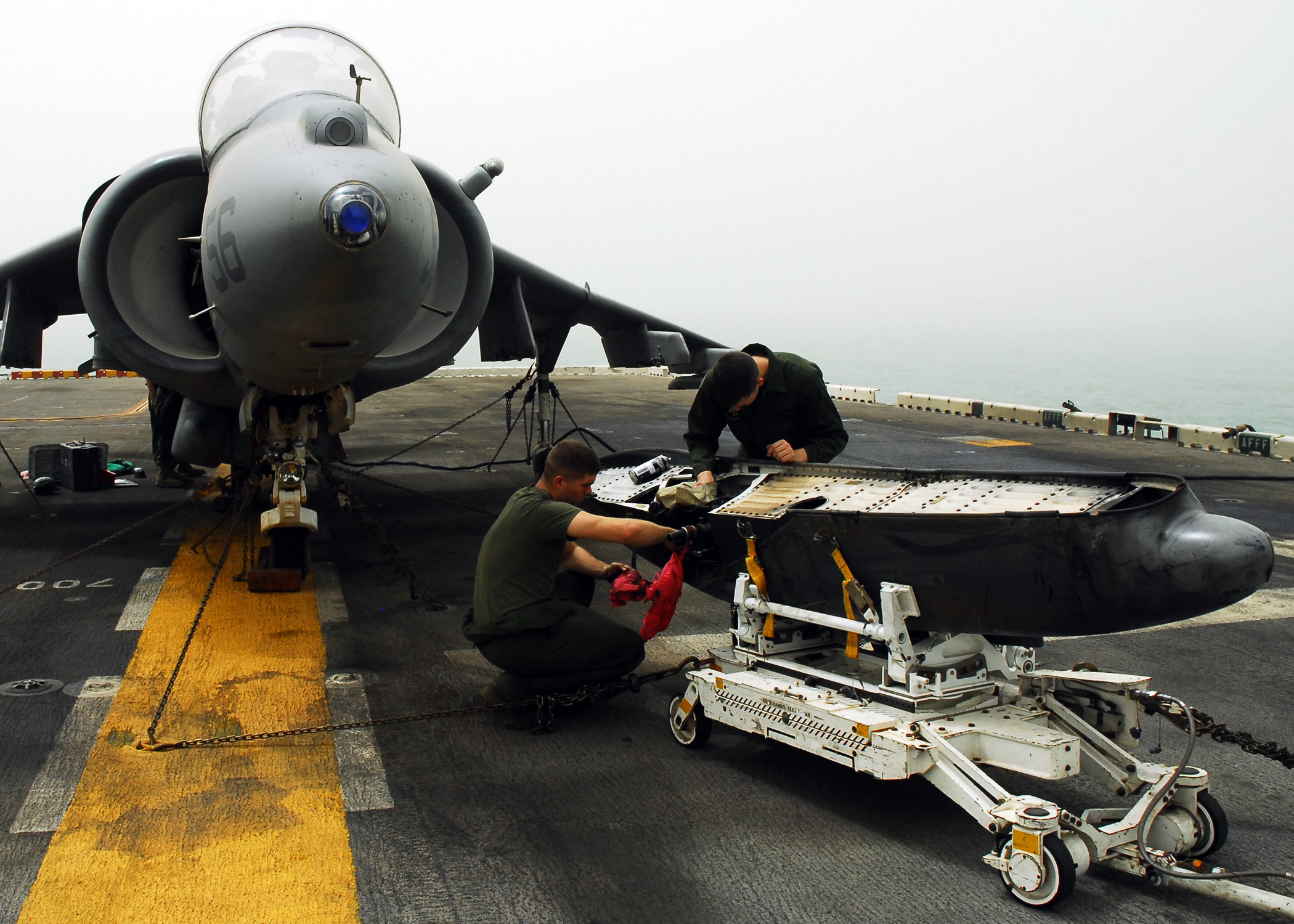
Údržba 25mm kanónu pozemní obsluhou.

Technické údaje pocházejí z publikace „Harrier II, Validating V/STOL“, oficiálních stránek společnosti Boeing a ze stránek „Airforce-technology.com“.

### Technické údaje
- Posádka: 1
- Rozpětí: 9,25 m
- Délka: 14,12 m
- Výška: 3,55 m
- Nosná plocha: 22,61 m²
- Plošné zatížení: 460,4 kg/m²
- Prázdná hmotnost: 6340 kg
- Vzletová hmotnost: 10 410 kg
- Max. vzletová hmotnost: 14 100 kg (s krátkým rozjezdem), 9415 kg (vertikální vzlet)
- Pohonná jednotka: 1× dvouproudový motor Rolls-Royce Pegasus F402-RR-408 (Mk.107)
- Tah pohonné jednotky: 105 kN

### Výkony
- Cestovní rychlost: ?
- Maximální rychlost: Mach 0,9 (1083 km/h, 673 mph, 585 uzlů) ve výšce ? m
- Dolet: 2200 km (1200 námořních mil)
- Operační rádius: 556 km (300 námořních mil)
- Maximální přeletová vzdálenost: 3300 km (1800 námořních mil)
- Dostup: ?
- Stoupavost: 4481 m/min (14 700 stop/min)

### Výzbroj
- 1× letecký kanón General Dynamics GAU-12 Equalizer ráže 25 mm v kontejneru pod trupem na levé straně se zásobou 300 nábojů v kontejneru na pravé straně
- 6× závěs pod křídly s nosností 4 200 kg pro:
  - 4× raketnice LAU-5003, každá obsahuje 19 neřízených raket CRV7 ráže 70 mm
  - Střely vzduch-vzduch
    - 4× AIM-9 Sidewinder nebo
    - 6× AIM-120 AMRAAM (na radarem vybavených letounech AV-8B Plus)

  - Střely vzduch-země
    - 6× AGM-65 Maverick nebo
    - 2× AGM-84 Harpoon nebo
    - 2× AGM-88 HARM

  - Letecké pumy
    - kazetové pumy CBU-100
    - Neřízené bomby série Mk.80 (včetně 3 kg a 14 kg cvičných bomb)
    - Laserem naváděné pumy Paveway
    - Přesně naváděné pumy Joint Direct Attack Munition (GBU-38, GBU-32 a GBU-54)
    - Pumy Mk.77 s napalmem
    - Jaderná puma B61
- Ostatní:
  - až 4× odhoditelná přídavná nádrž o objemu 300/330/370 US galonů (nelze montovat na vnější závěsy)
  - kontejnery s elektronickým vybavením

## Uživatelé
Itálie
- Italské námořnictvo[157]

 Španělsko
- Španělské námořnictvo[158]

 Spojené státy americké
- Námořní pěchota Spojených států amerických[35]